# Jip van den Toorn
Jip van den Toorn (Amsterdam, 5 september 1993) is een Nederlandse illustrator en cartoonmaker. In 2018 won ze de World Illustration Award en drie jaar later was ze de eerste vrouw en jongste winnaar ooit die de Nederlandse Inktspotprijs won.

## Biografie
Van den Toorn studeerde in 2016 af aan de Hogeschool voor de Kunsten Utrecht (HKU). Zij werkt onder andere voor de Volkskrant, Het Parool, Vrij Nederland, de VPRO Gids en De Standaard. Ze is schrijver en redacteur van het satirische Nederlandse televisieprogramma Dit was het nieuws. In november 2022 verscheen haar cartoonboek Crisis over kleine en grote crisissen die mensen in het dagelijks leven parten spelen.
In 2022 deed Van den Toorn mee aan de tv-quiz De slimste mens en twee jaar later aan het tv-programma Wie is de Mol? Daarnaast deed ze in 2024 mee aan de Top 2000 Quiz.

## Prijzen
In 2018 won Van den Toorn de World Illustration Award in de categorie 'experimenteel' met haar project Inappropriate Grandma. Het werk bestond uit twee kussens met borduurwerk: op het ene kussen was een mannelijk geslachtsdeel te zien en op het andere behaarde mannelijke billen. 
Van den Toorn won een jaar later een van de Fiep Westendorp Stimuleringsprijzen.
In 2022 won zij de Inktspotprijs met haar beeldcolumn milieubewust, die op 10 mei dat jaar in de Volkskrant stond. Van den Toorn wist daarmee volgens juryvoorzitter Lotte Jensen "op doeltreffende en humoristische wijze het hypocriete gedrag van de milieubewuste mens te hekelen. (...) De kleuren zijn fris, de vorm uiterst doeltreffend. Wie deze fraaie tekening ziet, moet lachen, maar kijkt tegelijkertijd in de spiegel". Zij was de eerste vrouw die deze prijs won en tevens de jongste winnaar ooit.

## Persoonlijk
Jip van den Toorn is een dochter van acteur Dick van den Toorn en Pauline Barendregt en een kleindochter van actrice Kitty Janssen.
- Gemeinsame Normdatei: 1304710661
- International Standard Name Identifier: 0000 0004 9416 2990
- Library of Congress Control Number: n2023022572
- Nederlandse Thesaurus van Auteursnamen: 427512085
- Virtual International Authority File: 43159335328712961942
- WorldCat: E39PCjBYqykVhd7KvmhCkpHHYd